# My Little Pony: The Movie (pel·lícula de 2017)
My Little Pony: The Movie (literalment en català: "El meu petit poni: pel·lícula") és una pel·lícula de dibuixos animats estatunidencocanadenca basada en la popular sèrie My Little Pony: Friendship Is Magic, creada per Lauren Faust. La pel·lícula es va estrenar a Nova York el 24 de setembre del 2017, i als cinemes dels EUA des del 6 d'octubre del mateix any.